# Křižák obloukový
Křižák obloukový (Macracantha arcuata) je druh pavouka z čeledi křižákovití (Araneidae). Vyskytuje se od Indie a Číny až po Indonésii.

## Popis
Samice křižáka obloukového se vyznačuje statným, lasturovitým zadečkem, jenž nese tři páry ostnů. Zatímco přední a zadní trny jsou krátké, relativně nenápadné a zhruba stejně dlouhé, střední trny jsou znatelně prodloužené, zahnuté a zvedají se vysoko nad zadeček. Svou délkou 20–26 mm až trojnásobně překonávají šířku samotného zadečku (8–9 mm). Zbarvení samic může být značně variabilní, od žluté a červené po černou.
Samec křižáka obloukového měří pouze okolo 1,5 mm a má statné, kuželovité ostny.

## Systematika
Křižák obloukový je řazen jako jediný zástupce rodu Macracantha, jehož pojmenování vychází z řeckého „μακρός“ („dlouhý“) a „ἄκανθα“ („osten“). Rod popsal Eugèn Simon v roce 1864 jako podrod rodu Gasteracantha, osamostatněn byl v roce 1974.
Na základě molekulárně-fylogenetické studie z roku 2019, založené na analýze tří mitochondriálních a dvou jaderných genů, vykazuje Macracantha arcuata příbuznost s křižáky Gasteracantha hasselti a Actinacantha globulata. Samotný rod Gasteracantha je podle výsledků studie neholofyletický.